# Dionizas Poška
Dionizas Poška (polsky Dionizy Paszkiewicz, (říjen 1764, Lėlaičiai – 12. května 1830, Barzdžiai) byl litevský právník, básník, historik, etnolog, filolog,lexikograf a překladatel, představitel raného litevského národního obrození v Žemiatsku. Protože psal litevsky i polsky je někdy označován také jako spisovatel polsko-litevský.

## Život
Poška se narodil v rodině drobného žemiatského šlechtice. Den jeho narození není přesné znám, ale pokřtěn byl v Žemalė 13. října 1764. V letech 1773 až 1780 navštěvoval Jezuitské kolegium v Kražiai a pak studoval práva v advokátní kanceláři. Roku 1786 se stal advokátem a až do roku 1821 zastával různé úřady u soudu v Raseiniai. Od roku 1790 až do své smrti žil na vlastním malém panství v Bardžiai, kde vlastnil kolem 500 ha půdy a měl 40 nevolníků. V roce 1792 se oženil, ale s manželkou neměli žádné děti. Zemřel na svém panství roku 1830 a pohřben byl na farním hřbitově v Kaltinėnai vedle své dříve zesnulé manželky Uršulė.

## Dílo

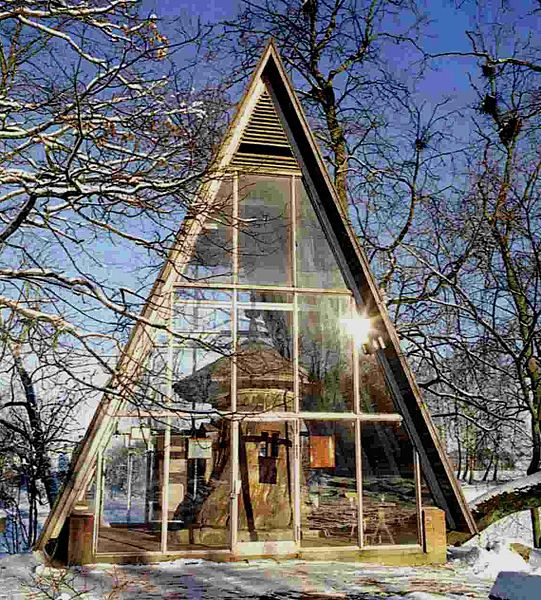
Baublys, první litevské vlastivědné muzeum

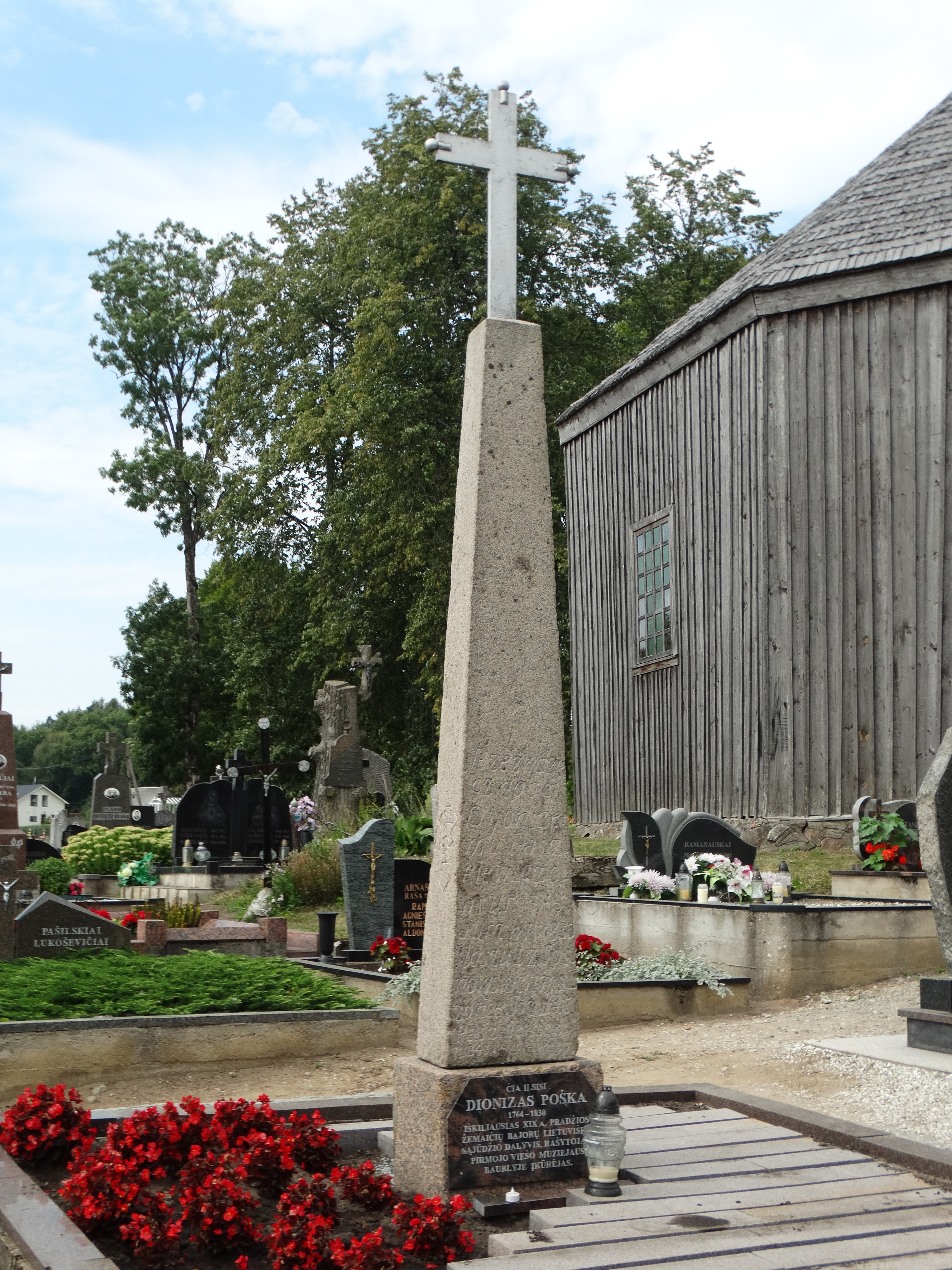
Poškův hrob v Kaltinénai

Poška byl přední osobností kulturního života v Žemiatsku koncem 18. a v první třetině 19. století, přítelem řady vědců, spisovatelů a profesorů z university ve Vilnu. Kromě literární činnosti věnoval svůj čas zkoumání litevské historie a etnologie, archeologickým vykopávkám a sbírání starožitností. Roku 1812 upravil vyschlý a vykotlaný tisíciletý dub na domek, nazval jej Baublys a uvnitř vytvořil první litevské vlastivědné muzeum. Jeho filozofické názory vycházely z racionalismu osvícenství, jeho estetické názory formoval klasicismus a částečně antická literatura. V jeho zájmu o lidovou kulturu se projevují preromantické tendence.
Většina jeho děl zůstala v rukopisech. Jedná se o spisy
- historické, psané převážně polsky, ve kterých se mimo jiné snažil s pomocí renesanční pověsti o Palemonasovi, legendárním předchůdci litevských knížat, dokázat, že Litevci mají římský původ,
- filologické, ve kterých řešil problémy litevského spisovného jazyka,
- a literární (verše historické, didaktické a satirické, idyly, elegie, panegyriky, epigramy, sentence, veršované listy přátelům).[3]

Překládal rovněž z polštiny (přeložil také Vergiliovu Aeneidu, překlad se však nedochoval) a posledních pět let života strávil zpracováním polsko-latinsko-litevského slovníku, který nedokončil.

## Výběrová bibliografie
- Mano darželis (Moje zahrádka), idyla s výrazně autobiografickými rysy blízká zahradní poezii klasicismu.[3][5]
- Mužikas Žemaičių ir Lietuvos (Žemiatský a litevský sedlák), poema napsaná mezi lety 1815-1825, tiskem 1886. Nejvýznamnější autorovo dílo, ve kterém vyzdvihuje sedláka a jeho práci jako základ života společnosti, odsuzuje nevolnictví, sociální problémy zobrazuje s ironií vůči statkářům (zesměšňuje pomyslné sympatie statkářů k nevolníkům), klasicistní rétoriku spojuje s lidovým jazykem a vznešený styl s popisem selského života. Poema je psána alexandrinským veršem a svůj vzor měla v básni Chłop polski (Polský rolník) neznámého polského spisovatele, ale vzhledem k významnému doplnění obsahu a změnám formy je považována za původní dílo básníka.[3][5]
- Balsas prie Dievo dėl užlaikymo dienų Aleksandro imperatoriaus (Hlas k Bohu o zachování dnů imperátora Alexandra), óda.[5]
- Rauda po gailingo smerčio Aleksandro pirmo, imperatoriaus visos Rosijos (Pláč po žalostné smrti Alexandra prvního, imperátora celé Rusi), elegie.[5]
- Apie senovės pagoniškas religines apeigas Lietuvos ir Žemaičių kunigaikštijos (kolem 1823, O starobylých pohanských náboženských obřadech v litevském a žemiatském knížectví), historický spis.[5]
- O początkach języka i literaturze narodóv lltevsklch (1827, O původu jazyka a literatury litevských národů), historický spis.[6]
- Rozmyślania wieśniaka rolnika o narodzie i języku litewsko-żmudzkim (1829, Myšlenky venkovského rolníka o národě a jazyku litevsko-žemiatském), historický spis.[7]
- Slownik języka Litewskiego, Polskiego i Łacińskiego (Lenkų–lotynų–lietuvių kalbų žodyną, Polsko-latinsko-litevský slovník), nedokončené dílo založené na slovníku polského jazykovědce Samuela Lindeho.[8]